# François Albrand
Pour les articles homonymes, voir Albrand.
François-Antoine Albrand est un ecclésiastique français, né le 31 octobre 1804 à Saint-Crépin (Hautes-Alpes) et mort le 6 avril 1867 au Séminaire des Missions étrangères à Paris 7e. Il est membre de la Société des Missions étrangères de Paris, dont il est le supérieur au milieu du XIXe siècle, lors de la plus grande croissance du Séminaire des Missions étrangères.

## Biographie

### Jeunesse et mission en Malaisie
Élève au petit séminaire d’Embrun et au grand séminaire de Gap, François-Antoine Albrand est ordonné prêtre le 19 juin 1829. Il entre le 6 mai 1830 au Séminaire des Missions étrangères, et part le 16 août de la même année, pour être directeur au College General à Pinang, en Malaisie. De 1833 à 1839, il est supérieur de cet établissement.

### Directeur des Aspirants à Paris
Rappelé à Paris en 1839, par la mission du Siam, il devient officiellement directeur au Séminaire le 20 mai. Il promet l’idée d’admettre régulièrement des aspirants, non encore prêtres, au Séminaire des M.-E. qui, jusqu’alors, n’acceptait qu’exceptionnellement ceux qui n’avaient pas reçu l'ordination sacerdotale. Il les réunit, en 1841, en une communauté spéciale qui s’installa à Meudon, dans une propriété nouvellement achetée, et qui servira de maison de campagne au Séminaire jusqu'au milieu du XXe siècle.
Le 3 décembre 1841, l’évêque de Versailles, Mgr Blanquart de Bailleul, accorde la permission de donner la bénédiction du Saint-Sacrement dans la chapelle de « la maison servant de noviciat » et reconnaît ainsi la fondation d'une nouvelle maison de Séminaire.
Cette installation ne dure qu’environ une année ; mais la réception des séminaristes n’ayant pas encore terminé leurs études est dès lors pratiquée, et, grâce à ce mode de recrutement, le Séminaire des Missions étrangères voit augmenter notablement le nombre de ses élèves.
Le 9 octobre 1843, Albrand est nommé directeur des aspirants ; c’est pour la seconde fois que l’on trouve ce nom d’aspirants dans le registre des élections, signe de l'augmentation du nombre des séminaristes qui requiert une attention spéciale. De nouveau, il est désigné pour cette fonction le 18 octobre 1847. 

### Supérieur des Missions étrangères
Le 2 février 1855, il est élu supérieur du Séminaire, poste auquel il est réélu jusqu'à sa mort le 6 avril 1867. En 1855, le 8 novembre, il écrit au ministère des Affaires-Etrangères pour le prier de recommander à M. de Montigny, plénipotentiaire du gouvernement français en Extrême-Orient, les chrétiens du Siam et de l’Annam. En 1858, il est envoyé à Rome par le Séminaire, afin d’expliquer les inconvénients que présente, pour les missions de l’Inde, le concordat conclu avec le Portugal le 21 février 1857, et signé par le cardinal Camillo Di Pietro et par Rodrigue da Fonseca Magalhaens. Il voit en tant que supérieur le nombre d'aspirants au mission grandir de façon exponentielle. Parmi les jeunes missionnaires qu'il envoie en Extrême-Orient, plusieurs meurent martyrs, comme Théophane Vénard, qui célèbre sa Messe de départ le 16 septembre 1852. 
Le Père François Albrand est enterré au cimetière du Montparnasse au caveau des Missions étrangères.

## Contributions

### Le Dictionnaire malais
Revenu à contrecœur de sa mission en Malaisie, le Père Albrand n'abandonne pas le peuple malais, en majorité musulman, auquel il est profondément attaché. Il continue l'apprentissage du malais, grâce à une correspondance soutenue avec la Malaisie, et se met à la rédaction d'un dictionnaire latin-malais. Mgr Paul Bigandet, resté au College General en Malaisie, lui demande alors de faire imprimer à Paris en 1846 sa traduction de l'Imitation de Jésus-Christ en malais. Terriblement déçu par le résultat, qui comporte de nombreuses fautes d'imprimerie, Bigandet adresse alors des mots très durs à l'encontre de son confrère le Père Albrand, qui dès lors se consacrera totalement à la formation des aspirants, et laissera son dictionnaire inachevé.
C'est seulement trente ans plus tard, que son ancien élève, le Père Pierre Favre, missionnaire revenue de Malaisie, poursuivra son travail en étudiant la langue malaise à l'École des langues orientales de Paris. Ce dernier réalisera une grammaire du javanais (1866), adaptation française d'un ouvrage néerlandais de Johann Friedrich Carl Gericke et Taco Roorda, et une grammaire du malais (1876),  mais surtout un dictionnaire javanais-français (1870), un dictionnaire malais-français (1875) et un dictionnaire français-malais (1880), qui sont l'aboutissement du travail avorté du Père Albrand. Ces ouvrages, parmi les premiers en leur genre, sont restés longtemps les usuels des études malaises en France.

### La transformation du Séminaire
En raison de l'augmentation exponentielle du nombre des aspirants aux Missions, le Père Albrand, comme directeur des Aspirants puis supérieur du Séminaire doit fonder une maison à Meudon, qui se révélera rapidement trop petite. Le nombre de candidats nécessitera après sa mort l’augmentation des capacités d’accueil du séminaire de Paris par la construction de l’aile latérale le long de la rue de Babylone (1869-75).
Le Père Albrand réforme aussi l'enseignement de la théologie, précédant ainsi le renouveau thomiste encouragé par Léon XIII et l'encyclique Æterni Patris.  Il réédite avec des corrections, des augmentations, des notes, la théologie de Thomas de Charmes, qui sera suivie au Séminaire des Missions étrangères jusqu'à sa dernière réédition chez Vivès en 1886. Le Père Thomas de Charmes est un frère-mineur capucin, de la province de Lorraine, né en 1703 à Charmes, mort à Nancy en 1765, auteur d'un manuel de théologie, Theologia universa ad usum sacrae theologiae candidatorum, et d'un Compendium qui par la clarté, l'ordre, et la concision de son exposé compose une synthèse doctrinale adaptée aux futurs missionnaires. Sans se rattacher à une école particulière, il est ordinairement thomiste.
Le Père Albrand s'illustre enfin comme directeur spirituel du Séminaire. Attaché à nourrir les aspirants d'une vie d'oraison qui puisse les soutenir dans leurs futures missions, il s'attache dans ses conférences spirituelles à partager les enseignements des grands maîtres du Carmel, dont l'influence avait été forte sur les fondateurs des Missions étrangères, comme Pierre Lambert de La Motte. C'est ainsi que le Père Albrand fera préfacer la nouvelle traduction du Père Jean Maillard, jésuite, des œuvres de Jean de la Croix, rééditées en 1864.

## Citation
« Les grands feux s'allument au grand vent, mais les petits feux s'y éteignent. »

— Cité par Le Père Chatagnon, Lettre du 25 mai 1864

## Liens